# サイクロナス
サイクロナス（Cyclonus）はハスブロとタカラ（現タカラトミー）のトランスフォーマーシリーズのキャラクター。

## ジェネレーション1（G1）
『トランスフォーマー ザ・ムービー』から登場。声を担当したのは英語版がロジャー・C・カーメルで、カーメルの死後はジャック・エンジェルが担当。日本語版が稲葉実、『ザ・リバース』では立木文彦、『ザ☆ヘッドマスターズ』では西村知道が声を担当した。

### 性格・特徴
デストロンの航空参謀。海外では特殊工作員だが、実質No.2の位置にある。オリジナルデザインの戦闘機に変形。
『ザ・ムービー』にて宇宙に放逐されたデストロンがユニクロンにより強化改造され、誕生した。ガルバトロンと異なり、前身を思わせる描写はない。同じく誕生したスカージおよびスウィープスと行動を共にすることが多い。
ガルバトロンに忠実であり、常に軍団のことを考えて行動する。そのため回路に異常をきたしているガルバトロンから攻撃される場面も多く、部下からもそれを咎められることもあった。ガルバトロンへの忠誠のため狡猾な手段をとることもあるが、本質的には武人であり、サイバトロンのNo.2であるウルトラマグナスを戦士と認め、良きライバルとしている。 
主力武器は酸化レーザー。右腕からは牽引ビームを発射可能。ジェットモードでは原子力タービン・エンジンによる高出力パワーを誇る。ジェットモードでは機首からのミサイル、翼からのビームが武器。

### 活躍

#### トランスフォーマー ザ・ムービー
サイバトロンとの戦いで負傷し、宇宙に放逐されたスカイワープとボンブシェルがユニクロンの手により強化改造され誕生。ユニクロンよりマトリクス破壊を命じられ、ガルバトロンと行動を共にする。ガルバトロンのことを「ご主人様」と呼ぶなど当初から忠実だった。また本作品ではジェットモードにて、ガルバトロンを操縦席に乗せていた。
ホットロディマスらの追撃の際にはガルバトロンの命令で出撃し、シャトルを撃墜。惑星ジャンキオン襲撃の際もウルトラマグナスたちのシャトルを破壊し、ガルバトロンの傍らに立っていた。
ガルバトロンがマトリクスを手に入れ、ユニクロンを裏切ったことによりセイバートロン星が襲撃された際、どうしていたかは不明。

#### 戦え!超ロボット生命体トランスフォーマー2010
ユニクロン戦争に敗れ、惑星ジャールに追放されたデストロンの前に現れる。エネルゴンキューブの欠片で争うデストロン残党に一喝し、ガルバトロンの復活を表明する。ユニクロンの首に残されていたメモリーバンクからガルバトロンが惑星スラルに居ることを知り、ガルバトロンを救出する。以後忠実な部下として活躍。
第7話「スタースクリームの幽霊」ではデストロンを裏切ったオクトーンを追跡。しかしスタースクリームの幽霊に憑依され、ガルバトロンへの復讐の道具として利用され、最後はガルバトロンに撃たれ負傷してしまう。
第10話「4人の捕虜」ではウルトラマグナス、レック・ガー、メリッサと共にクインテッサ星人の捕虜にされる。ウルトラマグナスと反発しあいながらも、「戦士は戦って死ぬべきだ」とブラックホールに飲み込まれそうになった彼を助ける。その後脱出し、彼と友として別れる。
第17話「クモの巣惑星」では、クインテッサの誘いに乗る形でガルバトロンを惑星トーキュロンに連れて行き、ガルバトロンの精神を正常に戻そうとする。しかしガルバトロンの狂気がますます悪化し、惑星自体がガルバトロンの狂気に耐え切れずに壊滅。さらに破壊しようとするガルバトロンの標的をサイバトロンに変えさせ、星を後にする。
終盤、宇宙ペストに感染。惑星ジャールにてスウィープスやプレダキングと共にガルバトロンを執拗に狙い、宇宙ペストを感染させた。

#### トランスフォーマー ザ・リバース
『2010』同様No.2として活躍。ネビュロン星にてターゲットマスターを発案し、ナイトスティック/Nightstick（日本語版 - 柳沢栄治/英語版 - ピーター・カレン）をパートナーにしてターゲットマスターになる（本人曰く「10倍の力を得た」）。
ガルバトロンの命令でセイバートロン星のプラズマエネルギー貯蔵庫の鍵を奪うためにスカージらを引き連れネビュロン星へ行く。
一度はホットロッドらサイバトロンを捕らえるが、新戦力ヘッドマスターに敗れる。その後、ネビュロン星を支配していたハイブの一味と遭遇。頭を要求する彼らに野獣戦士を除いて武器を差し出すように取引し、ナイトスティックをパートナーにしてターゲットマスターになる。
サイバトロンからキーを奪い、ガルバトロンと合流。このとき、ガルバトロンに人間をパートナーにしたことを咎められるが、ガルバトロンがハイブのリーダー・ザラックと手を組んだことにより事なきを得る。
終盤、コンボイらを罠に仕掛け、コンボイに止めを刺そうとするが、フォートレスマキシマスの登場により失敗。プラズマエネルギー解放後、スコーピオンに乗り込み、宇宙へと逃走する。

#### トランスフォーマー ザ☆ヘッドマスターズ
初登場は第3話「夢のダブルコンボイ誕生」。本作品ではジャール星航空参謀と名乗っている。当初こそダイノベースの参謀に就いたシックスショットに対抗しようとスカージと共に独自に行動を取っていたが、失態が続き、サウンドブラスターからも「2軍」扱いされる。次第に真面目に闘う気すらなくなり（「適当に手を抜かないとすぐに身体にガタが来るから」）、口調に至るまで府抜けたキャラクターになっていく。
セイバートロン星が爆発し、ガルバトロンが行方不明になった後は、スコルポノックに取り入ろうとして戴冠式の準備をしていた。
今作では声にエフェクトが外されている。
終盤、『リバース』同様ターゲットマスターのリーダーとなる予定だった。

### コミック版での活躍
テレビマガジン版コミックでは第2作『超ロボット生命体物語ザ☆トランスフォーマー』の第1話より登場。第1話ではデストロンの仕掛けた地球人の宇宙船からエネルギーを吸い取る罠の宇宙船にガルバトロンらと共にロディマスを誘い込む。ガルバトロンの攻撃を間一髪回避したロディマスから去り際に爆弾を渡され、何なのか分からず、宇宙船を爆破させてしまう。
ケイブンシャの大百科別冊『戦え!超ロボット生命体トランスフォーマー2010』に掲載された「最強のトランスフォーマーは」ではデストロン側の7人のメンバーに選抜。あらすじでは「コンボイ杯」が気に入らないと意見したガルバトロンに悪巧みを言って出場させたという経緯が語られている。
登場直後、スタースクリームとの連携でチャーを倒し、4vs4となった後も共にレック・ガーを場外へ投げ飛ばす。2vs4になり勝利を確信したサイクロナスだったが、ふとした油断からウルトラマグナスに捕まり、場外に投げられてしまう。

### 玩具
国内では、1986年11月に「D-70」のナンバーを与えられて発売。アニメと異なり色は濃い紫となっている。
海外ではターゲットマスター版が発売。ナイトスティックを追加し、ジョイントを設けられている。国内でも発売予定があったが中止された。
ナイトスティックはネブロンとして日本オリジナルのターゲットマスター、「C-109 ステッパー」に同梱された。

#### その他の玩具
スーパーコレクションフィギュア トランスフォーマー ジェネレーション1
彩色済みコレクションフィギュア。ACT-4「正義を統べる者編」にラインナップ。全部で8種（シークレット2種）。ピューター版も存在。

## 変形!ヘンケイ!トランスフォーマー
海外の玩具展開『Transformers Universe』にて発売されたものの塗装変更品。ナイトスティックが付属しており、右腕に持たせるほか国内のターゲットマスターのように左腕に取り付けることも可能。『Universe』では、ボディが濃い紫となっており旧玩具をイメージしたものとなっているが、『ヘンケイ』版ではアニメに準じた薄紫の配色になっている。「D-07」のナンバーを与えられて2009年1月22日に発売。開発担当は邦弘高史。
サイクロナス付属コミックスでは本編同様忠実な部下として描かれ、ナイトスティックは会話はできない。ナイトスティックの情報によりメガトロンが火口のマグマの中で新たな力を得て、ガルバトロンになることを知り、スタースクリームを案内。アイアンハイドらサイバトロンに見つかり、火口が岩でふさがれるもガルバトロンは復活する。この時の爆発に巻き込まれて倒れ、ガルバトロンに「怠けているのか」と言われる。
アラート、スモークスクリーン付属のコミックスではオクトーンの試験をしていた（本人は点数稼ぎに不満を持っていたが、エネルゴンのためと割り切る）。結果はアラート、スモークスクリーンの登場もあり、工場襲撃に30分以上かかったため、オクトーンは使えないとメガトロンに報告に行く。

## トランスフォーマー ユナイテッド
2011年4月に『ヘンケイ』版がレッドパープルクリアバージョンとしてe-hobby限定商品「TFユナイテッド Decepticon SET」にガルバトロン（パープルクリアバージョン）、スカージ（ブルーパープルクリアバージョン）と共に発売。ユニクロンからの力により転生した瞬間をイメージしたものとされている。なお『e-HOBBY News』で配信された、「2010 Expanded Story」によるとスカイワープの転生とされる。（ただしG1サイクロナスはボンブシェルかクローン（サルボー）の転生とされる）。

## トランスフォーマー アニメイテッド
第30話「サリの秘密（TransWarped Part 1-3）」においてチーム・ジャールの一員として登場。G1（初代）と同じデザインの戦闘機に変形する。
構想のみとなった第4シーズンではスピッター/Spittor、ブラックアウト/Blackoutと共にチーム・ジャールを脱退している。
玩具化はされていない。

## トランスフォーマー アドベンチャー
日本未放送のシーズン3『Combiner Force（コンバイナーフォース）』の第25話（第70話）より登場。前作『プライム』から続く最終ボスとなった。原語版ではハリー・J・レニックスが声優を務めた。
前翼式のエイリアンジェットに変形し、巨大な戦斧とブラスターを武器とする。また、直属の4人の部下であるサイバーワープ/Cyberwarp、スカイジャック/Skyjack、トレッドショット/Treadshock、ライオットギアー/Riotgearと合体することで、非常に連携の取れた合体戦士ガルバトロナス/Galvatronusとなり、その際は胴体を構成する。
前作『プライム』での戦後の混乱に乗じて仲間たちと共にオートボットになりすますと、瞬く間に最高評議会の議員となりサイバトロン星を支配、新政府として「オプティマスプライムこそが先の大戦の最大の戦犯で歴史から抹消されるべき存在」という情報操作を行い、それに抗議したラチェットをディセプティコンの残党狩りを命じる形で地球へと左遷したほか、地球へと向かったバンブルビーを指名手配として懸賞金を懸けた。
また、第17話（第62話）ではスチールジョー、サンダーフーフ、アンダーバイト、クイルファイアを解放し、異空間で異次元である「シャドウゾーン」へと追放されていたサウンドウェーブの復活にも手を貸していた。これによりディセプティコンが返り咲けるようにし、さらには地球を植民地として支配しようと目論んだ。第26話（第71話）でサイバトロン星へと帰還したチーム・バンブルビーとの戦いで惑星中に正体を明かされると、ガルバトロナスとなってウルトラビーに合体した彼らを追い詰めるが、右腕を担当するサイバーワープが良心の呵責に耐え兼ねたことで統率が乱れてしまい、その隙を突かれてウルトラビーに敗れた。 

## その他
『マイクロン伝説』と続編に登場する『スーパーリンク』のサンドストームの海外名はサイクロナス / Cyclonusである。
『超ロボット生命体トランスフォーマー マイクロン伝説』に始まるテレビアニメ作品、マイクロン三部作（ユニクロン三部作）に登場したキャラクター。声は日本語版を千葉一伸、英語版をドン・ブラウンが担当した。

### 超ロボット生命体トランスフォーマー マイクロン伝説
第2話から登場。メガトロンとともに来たデストロン戦士。攻撃ヘリコプターに変形する。パートナーマイクロンはキャノン / Crumplezone。一人称は「俺」。残忍で攻撃的、卑怯なことも平然と行うデストロンらしい性格の戦士で「ラリホー」などの高笑いを上げながら攻撃をする。ドジで撃墜されることも多いが、至ってマイペースで全く懲りることは無く、負けが続いたことでデストロン内部が不穏な空気になった時も彼だけはいつも通りだった。後半でユニクロン / Unicronの捜索のためにデストロン戦士と共に派遣されたが、勝手に攻撃を開始した際には、デストロン戦士は彼に付いて行き「ラリホー」と叫びつつ突撃していた。

#### 玩具（マイクロン伝説）
日本では2002年12月27日に「MD-04」のナンバーを与えられて発売。玩具はパートナーマイクロンはキャノン / Crumplezoneが付属。デストラクションマイクロンとのセット箱「MS-04 サンドストーム&デストラクションマイクロン」も発売されている。海外では「パワーリンクス」の名でボディカラーはライトグリーンになった「サンドストームS（スーパーモード）」に該当する「USAエディション パワーリンクス サイクロナス / Powerlinx Cyclonus with Crumplezone」を与えられてラオックスで限定発売された。玩具はパートナーマイクロンはキャノン / Crumplezoneの海外名であるクランプルゾーン / Crumplezoneが付属。サイズは海外版の基準ではスーパーコン（SUPERCON）。

### トランスフォーマー スーパーリンク
続編の『トランスフォーマー スーパーリンク』にも登場しているが、ボディカラーはグレーの迷彩になった。前作『マイクロン伝説』と同じ、攻撃ヘリコプターに変形する。スノーストーム / Snow Catに転生した後では、冬期型軍事半装軌車に変形する。
アイアンハイド / Demolishorと同様にルナシティの警備に当たっていたが、テラーコン/Terrorcoに襲われアイアンハイドたちと合流。その後、メガザラック / Scorponokの持っていたメガトロンソード / Megatron's Swordを見てアルファQ / Alpha Quintesson側に寝返ったが、ガルバトロン / Megatron復活後はそのままガルバトロン側に付く。好戦的な性格は相変わらずであり、アイアンハイドを見て殴りかかったり、ガルバトロンを怒らせては酷い目にあっていた。後にルナシティにてキッカーたちと接触したアイアンハイドを迎えに行く途中でチームロディマスの狙撃を受け大ダメージを負い、第13話でガルバトロンに修理を懇願してスノーストームの姿に作り変えられた。飛行能力も持つ。声は若干低くなったが性格はほぼそのままである（アイアントレッドが過去の自分を一切忘れているのを見て、「お前、本当に変わっちまったんだな……」と寂しそうに呟くシーンもあった）。口癖は「ヨ〜ロレイヒ〜」。ハイパーモードでは足がスキー板に変形し、雪上でも行動できるようになった。また、このスキー板は宇宙を滑走することもできる。当初はスキーストックも持っていた。両肩のブリザードボルトからは冷凍光線を放つこともできる。

#### 玩具（スーパーリンク）
日本では2003年12月27日に「SD-03」のナンバーを与えられて発売。玩具はパートナーマイクロンはキャノン / Crumplezoneが付属。
スノーストームは2004年4月28日に「SD-10」のナンバーを与えられて発売。サイズは海外版の基準では共にコンバットクラス。